# Долни подезични мускули
Долните подезични мускули (mm. infrahyoidei) са разположени между подезичната кост и гръдния кош. Покрити са със средния лист на шийната фасция. Произхождат от предните части на шийните миотоми.
- Гръдничноподезичен мускул (Musculus sternohyoideus) – служи за придвижване на подезичната кост надолу

- Начало: гръдна кост
- Залавяне: подезична кост
- Инервация: нерви от C1-C2 чрез Nervus hypoglossus
- Гръдничнощитовиден мускул (Musculus sternothyroideus) – служи за придвижване на гръкляна надолу и стабилизирането му при действие на Musculus thyrohyoideus

- Начало: гръдна кост
- Залавяне: щитовидния хрущял на гръкляна
- Инервация: Ansa cervicalis
- Щитовидноподезичен мускул (Musculus thyrohyoideus) – служи за придвижване на гръкляна и подезичната кост един към друг (при преглъщане)

- Начало: щитовидния хрущял на гръкляна
- Залавяне: подезичната кост
- Инервация: Ansa cervicalis
- Лопатковоподезичен мускул (Musculus omohyoideus) – служи за опъване на средната шийна фасция и отваряне на просветът на вътрешната яремна вена

- Начало: горния ръб на лопатката
- Залавяне: подесичната кост
- Инервация: Ansa cervicalis